# Trunamanggala
Trunamanggala is een bestuurslaag in het regentschap Sumedang van de provincie West-Java, Indonesië. Trunamanggala telt 5760 inwoners (volkstelling 2010).